# رشاد باتلر
رشاد باتلر (بالإنجليزية: Rashad Butler)‏ هو لاعب كرة قدم أمريكية أمريكي، ولد في 10 فبراير 1983 في ويست بالم بيتش في الولايات المتحدة.

## وصلات خارجية
- رشاد باتلر على موقع مرجع كرة القدم المحترفة.كوم (الإنجليزية)